# Indalecio Gutiérrez Salinas
Indalecio Gutiérrez Salinas (Almería, 4 de septiembre de 1974) es un político español. Fue diputado en el Congreso de los Diputados (2020-2023).

## Biografía
Nacido en Almería. Tras graduarse en Educación Infantil, realizó la Formación profesional Superior en Electrónica y Telecomunicaciones, y obtuvo por oposición una plaza de funcionario en el Departamento de Informática de la Universidad de Almería.
Concejal del Ayuntamiento de Almería por el Partido Socialista Obrero Español de Andalucía. Fue Asesor de la Delegación del Gobierno en Andalucía, y Secretario General de la Sección Sindical UGT en la Universidad de Almería.
Gutiérrez fue detenido y posteriormente puesto en libertad tras una denuncia falsa interpuesta por su esposa, tras una discusión. El 24 de agosto de 2020 su esposa presentó una denuncia ante el juzgado sin aportar parte de lesiones. Posteriormente, dicho parte fue presentado, pero en él no constaban ningún tipo de lesiones propias del ejercicio de la violencia de género. Como la denuncia no prosperaría, su mujer retiró la denuncia. Pero  ello no evitó que Gutiérrez Salinas tuviera que pasar un tiempo retenido y estuviera obligado a acudir a declarar por un presunto delito de violencia de género. El matrimonio se separó posteriormente.

### Caso mediador
En 2023 Marco Antonio Navarro Taraconte, mediador del caso Mediador señaló a Indalecio Gutiérrez como uno de los diputados socialistas que finalizaba las noches junto a Tito Berni en fiestas donde había cocaína y prostitutas. Gutiérrez Salinas lo negó y anunció la presentación de una querella contra el mediador.
El grupo parlamentario socialista negó que se hubiera producido la cena para los quince diputados socialistas, que Navarro Tacoronte asegura haber organizado. Sí que reconocen que se celebró una cena en otoño de 2020, en el restaurante Ramsés a la que asistieron cinco parlamentarios (tres de Galicia, uno de Andalucía y otro de Castilla y León) en la que estaban Tito Berni y dos amigos empresarios.Pese a esto, en 2024, la Policía afirmó que no podía identificar a los diputados que participaron en dicha cena.
El 7 de junio de 2022 Salinas votó en el Congreso de los Diputados junto con el resto de diputados socialistas, a favor de la proposición de ley del PSOE para prohibir el proxenetismo en todas sus formas, que inició su tramitación en el Congreso.El 30 de mayo de 2023 causó baja como diputado en el Congreso de los Diputados.